# AFC Swarco Raiders Tirol
Die Swarco Raiders Tirol (auch Raiders Tirol, früher Papa Joe’s Tyrolean Raiders) sind ein österreichischer Sportverein aus Innsbruck, der vor allem wegen seines American-Football-Teams Bekanntheit erlangt hat. Das Team ist achtfacher österreichischer Meister, gewann drei Mal den Eurobowl sowie fünf weitere Europapokalwettbewerbe. Zur Saison 2022 wurden die Raiders Mitglied in der European League of Football. Ihre Teilnahme an der Austrian Football League führten sie mit ihrer zweiten Mannschaft fort.
Neben dem ELF Team und der Football-Sektion besitzt der Verein Cheerleading-Sektion (seit 1994) und eine Basketballsektion (seit 2018), die in der 2. Bundesliga spielt.

## Geschichte

### Gründungsphase (1992/93)
Die Geburtsstunde der Raiders war der 15. September 1992, als eine Gruppe Football-Interessierter zum ersten Training zusammentraf. Nach mehrmonatigen Vorbereitungen wurde schließlich ein American-Football-Club gegründet. Die finanzielle Basis wurde durch das Sponsoring eines Restaurants gelegt, woraus sich auch der ehemalige Clubname „AFC Papa Joe’s Raiders West“ ergab. 1993 starteten die Papa Joe’s Raiders West in der Dritten Division, wo sie kein einziges Spiel verloren und einen Gesamtscore von 158:11 erreichten. Es folgte die Wahl zum „New-Comer Team of the Year 1993“ und die Erteilung der Spielberechtigung für die Zweite Division.

### Zweite Division (1994 bis 1997)
Die Raiders konnten die Erfolge in der Zweiten Division 1994 und 1995 nicht fortsetzen. In dieser Zeit gingen 14 von 16 Partien verloren. Dessen ungeachtet wurde der Club 1994 durch die Gründung einer Cheerleadersektion, der Raiders Roses, und des ersten Nachwuchsteams (Junioren) auf eine breitere Basis gestellt. 1996 stellten sich erneut Erfolge für die Raiders ein. In sieben Spielen erreichten sie sechs Siege (Score 185:70), scheiterten jedoch gegen die Amstetten Thunderbolts mit 0:22 am Tivoli. In der darauf folgenden Saison 1997 war die Zweite Division von einem Zweikampf mit den Salzburg Bulls geprägt. Nach zwei Niederlagen in der Meisterschaft verloren die Raiders jedoch auch das Semifinale gegen die Bulls in der Overtime. Acht Spieler der Raiders wurden ins Nationalteam einberufen, und die Junioren gewannen den Austrian Junior Cup. In diesem Jahr erfolgte eine Neugliederung des Nachwuchses in eine Schüler- (bis 13 Jahre), Jugend- (bis 16 Jahre) und Juniorenmannschaft (bis 19 Jahre).

### Erste Spielzeiten in der AFL (1998 bis 2003)
Aufgrund einer Ligaaufstockung und der guten Leistungen in der Vorjahressaison spielten die Raiders 1998 erstmals in der Austrian Football League. Die Mannschaft beendete die Saison als Siebtes von acht Teams. In der Folgesaison 1999 verstärkten sich die Raiders erstmals mit Legionären und platzierten sich im Mittelfeld.
Im Jahr 2000 erfolgte die Umbenennung des Vereins von „Papa Joe’s Raiders West“ in „Papa Joe’s Tyrolean Raiders“ sowie der Cheerleader-Gruppe von „Raiders Roses“ in „Tyrolean Raiderettes“. Durch den verstärkten Einsatz von Legionären gewannen die Raiders in der Saison 2000 sieben von acht Spielen im Grunddurchgang, ebenso das Play-off-Spiel gegen die Klagenfurt Cowboys. Die erste Teilnahme an der Austrian Bowl endete jedoch mit einer Niederlage gegen die Chrysler Vikings 28:34. Während die Junioren der Raiders ebenfalls im Finale gegen die Vikings verloren, sicherten sich die Schüler- bzw. Jugendmannschaft der Raiders den Meistertitel.
In der Saison 2001 nahmen die Raiders erstmals an der European Football League teil, wobei die Raiders eine eher durchwachsene Saison hatten. Wie im Vorjahr erreichte die Mannschaft die Austrian Bowl, scheiterte mit 21:14 erneut an den Vikings. Die Schülermannschaft sicherte sich wiederum den Titel Österreichischer Meister. In der darauf folgenden Saison 2002 konnten die Raiders die Finalteilnahmen der letzten zwei Jahre auch auf Grund von Verletzungspech nicht wiederholen, sie wurden 3. der österreichischen Meisterschaft und belegten den 10. Platz um die Euro Bowl. Auch in der Saison 2003 konnte die Raiders nicht ins Finale vorstoßen, mussten sich im EFAF Cup jedoch erst im Finale den Carlstad Crusaders geschlagen geben.

### Nationale und europäische Titel (2004 bis 2011)
In der Saison 2004 erreichten die Raiders ihren bisher größten Erfolg. Sie schlugen die Chrysler Vikings im Spiel um die Austrian Bowl 28:20, nachdem sie die Spiele gegen die Vikings im Grunddurchgang verloren hatten. Im gleichen Jahr gewannen die Raiders den EFAF Cup mit 45:0 gegen die P.A. Farnham Knights aus Großbritannien.
Auch im Jahr 2005 stießen die Raiders wieder bis ins österreichische Finale vor, wurden jedoch von den Vikings in der Südstadt vor 4.200 Zuschauern mit 43:14 (21:7) geschlagen.
Seit dem Jahr 2006 traten die Raiders durch den neuen Sponsor Swarco Holding Wattens mit dem Namen Swarco Raiders Tirol auf. In der European Football League erreichten die Raiders nach einem Überraschungserfolg über die Braunschweig Lions das Halbfinale, in dem sie sich 17:27 gegen La Courneuve Flash aus Frankreich geschlagen geben mussten. In der AFL wurden die Raiders österreichischer Meister. Im Austrian Bowl XXII schlugen sie die Dodge Vikings Vienna mit 43:19.
Im EFL-Semi-Finale bezwang der Verein 2008 die späteren Austrian-Bowl-Sieger, die Graz Giants, nach Verlängerung mit 56:49. Am 27. Juni verloren die Raiders die Austrian Bowl XXIV gegen die Giants mit 31:21. Im Nachhinein stellte sich heraus, dass zwei Spieler der Grazer gedopt waren – für eine Aberkennung des Titels hätten aber mindestens drei Spieler gedopt sein müssen. Am 5. Juli 2008 besiegten die Raiders im Finale der ELF die Raiffeisen Vikings mit 28:24 und gewannen damit erstmal den Eurobowl-Titel. Florian Grein wurde mit 104 erlaufenen Yards und 2 Touchdowns MVP des Spiels.
Im Jahr 2008 gingen die Swarco Raiders eine Kooperation mit dem Namensvetter aus der NFL, den Oakland Raiders ein. Durch die Kooperation wollten die Raiders den Amateurfootball in Österreich populärer machen. Mehrere Coaches, unter anderem Head Coach Santos Carillo, Andreas Pröller und Nick Johansson nahmen bereits an Lehrgängen und dem Trainingscamp der Oakland Raiders teil.
Die Swarco Raiders starteten als Titelaspirant in die Saison 2009, der Grunddurchgang konnte mit 6 Siegen, bei 2 Niederlagen gewonnen werden. Der neue Quarterback der Innsbrucker, der NFL- und CFL-erfahrene Jason Johnson führte die Raiders Offense mit 29 Touchdowns bei 2 Interceptions in die Play-offs. Im Halbfinale stieß man erneut auf die Vienna Vikings. In einem von vielen Strafen geprägten Spiel führten die Raiders zur Pause bereits mit 21:0. Nach der Halbzeit scorten die Vikings erstmals per Safety und die Wiener starteten eine Aufholjagd. Wenige Sekunden vor Schluss standen die Vikings beim Spielstand von 15:21 in der Raiders Redzone und konnten durch einen Touchdownpass auf Pasha Asiladab den Ausgleich erzielen. Kicker Peter Kramberger konnte den PAT verwerten und stellte den Endstand 21:22 her. Die Vikings zogen mit diesem Sieg überraschend in die Austrian Bowl XXV. ein. Am 11. Juli 2009 besiegten die Swarco Raiders im Eurobowl XXIII Flash de La Courneuve, welche auf dem Weg zum Finale die Graz Giants sowie die Vienna Vikings ausschaltete, deutlich mit 30:19.
Mit großen Ambitionen in die Saison 2010 gestartet, blieben die Swarco Raiders am Ende der Spielzeit 2010 erstmals seit drei Jahren gänzlich ohne Titel. Erst schieden die Tiroler im Halbfinale der European Football League vor heimischer Kulisse mit 27:29 gegen den späteren Eurobowl-Sieger Berlin Adler aus. Dann verloren sie – ebenfalls im Innsbrucker Tivoli-Stadion – den Austrian Bowl mit 21:28 gegen die Danube Dragons. Am Ende der Saison trennten sich die Tiroler daraufhin von Head Coach Santos Carillo und Offensive Coordinator Nick Johansen.
Im November 2010 stellten die Swarco Raiders Shuan Fatah als neuen Head Coach vor. Der Berliner hatte gerade erst mit den Berlin Adlern den Eurobowl gewonnen und die Adler in den German Bowl geführt. Shuan Fatah brachte Offensive Coordinator Lee Rowland sowie Quarterback Kyle Callahan, Wide Receiver Talib Wise und Kicker Dennis Wiehberg aus Berlin mit nach Innsbruck. Das Team holte erstmals in der Geschichte des Vereins das „Double“ aus Eurobowl und österreichischer Staatsmeisterschaft. Am 18. Juni 2011 besiegten die Tiroler vor 8.600 Zuschauern im Tivoli Stadion den Eurobowl-Titelverteidiger Berlin Adler mit 27:12. Florian Grein wurde zum MVP gewählt. Fünf Tage später sicherten sich die Tiroler auch den Titel im Austrian Bowl XXVII durch einen 23:13-Erfolg gegen die Raiffeisen Vikings Vienna im Wiener Ernst-Happel-Stadion vor 9.634 Fans (österreichischer Rekord). Wise erzielte drei Touchdowns und wurde zum MVP ernannt. Vor dem Finale in Wien wurde Grein zudem zum „Offensive MVP“ der AFL-Saison 2011 gekürt. Safety John Clements wurde zum „Defensive MVP“ der Saison gewählt. Im Rahmen des Endspiels um den Eurobowl XXV entsandten die Oakland Raiders, Bruderteam der Swarco Raiders, sechs Cheerleader der legendären Oakland Raiderettes und Raiders-Legende und Pro Football Hall of Famer Willie Brown.

### Wiederaufbau, Dauergegner Vikings und Battle4Tyrol (2012 bis 2021)
Nach dem Gewinn des Titels im Vorjahr konnten die Raiders in den folgenden Jahren nicht an vorherige Erfolge anknüpfen. Viele Vereinslegenden beendeten ihre Karrieren nach dem Double und der American-Football-Weltmeisterschaft 2011, Shuan Fatah und sein Trainerstab mussten aus vielen jungen Nachwuchsspielern einen gänzlichen neuen Mannschaftskern aufbauen. Trotzdem zogen die Raiders in den Jahren 2012, 2013, 2014 in die Austrian Bowl ein, unterlagen aber jeweils den Vienna Vikings. 2013 gab es dieselbe Paarung auch im Eurobowl XXVII, den ebenfalls die Vikings für sich entscheiden konnten.
2015 holten die Raiders den vierten Meistertitel. In einer sehr einseitigen Austrian Bowl XXXI konnten die Vienna Vikings im Klagenfurter Wörthersee Stadion mit 38:00 besiegt werden, die Raiders vertrauten hier auf die Dienste des US-Quarterbacks Sean Shelton. Eine Neuheit ist der Bewerb „Battle4Tyrol“ – ein Einladungsturnier der Swarco Raiders. Das Ziel des Bewerbes ist dem Tiroler Publikum mehr Spiele auf internationalem Niveau zu bieten und auch für mehr Spielpraxis der US-Imports zu sorgen, da deren Einsatzzeiten im laufenden Ligabewerb durch das Reglement limitiert werden.
In einem überlegenen Spiel in der Austrian Bowl XXXII 2016 konnten die Graz Giants im Wörthersee Stadion in Klagenfurt mit 51:7 besiegt werden. In der Saison 2017 wurde das Spiel um die Austrian Bowl XXXIII gegen die Dacia Vikings Vienna mit 45:26 im Wörthersee Stadion in Klagenfurt verloren. 2017 nahmen die Raiders erstmals an der Central European Football League teil und gewannen den CEFL Bowl XII gegen Kragujevac Wild Boars aus Serbien in Innsbruck mit 55:20 gewonnen.
Im Spiel um die Austrian Bowl XXXIV gegen die Dacia Vikings Vienna waren die Tiroler mit 51:48 in der NV Arena in St. Pölten siegreich. Das Endspiel der Central European Football League, der CEFL Bowl XIII, gewannen die Raiders mit 49:20 in Innsbruck. Das Superfinal gegen den Sieger Northern European Football League (NEFL) Copenhagen Towers konnten die Raiders mit 45:20 für sich entscheiden.
Die Saison 2019 ging als perfekte Spielzeit ohne Niederlage der Tiroler mit insgesamt 16 Siegen und keiner Niederlage in die Geschichte ein. Die Raiders gewannen die Austrian Bowl XXXV gegen die Dacia Vikings Vienna in der NV Arena in St. Pölten mit 42:34, die European Club Team Competition gegen die Dacia Vikings Vienna mit 35:10 in Innsbruck und den CEFL Bowl XIV gegen die Calanda Broncos aus Chur, Schweiz, mit 46:42 in Chur. Nach der Saison verließen Cheftrainer Fatah und Angriffskoordinator Rowland die Mannschaft, der bisherige Verteidigungskoordinator Kevin Herron wurde ins Amt des Cheftrainers befördert.
Aufgrund der Corona-Pandemie wurde die Saison 2020 in Österreich abgesagt. Die SWARCO Raiders Tirol bestritten keine Spiele in der AFL, CEFL bzw. mit dem Team2 in der DIV1. Der Nachwuchs konnte im Herbst spielen und die U18 sowie die U15 konnten sich am Ende als Meister kühren.
In der Saison 2021 musste die erste Mannschaft in acht Spielen der Regular Season drei Niederlagen hinnehmen. In den Play-offs dagegen konnte sich Tirol durchsetzen und gewann mit 35:14 zum achten Mal die Austria Bowl gegen die Vienna Vikings. Dies war zugleich die elfte Teilnahme an der Austrian Bowl in Folge, was einen nationalen Rekord darstellt. In der CEFL konnten die Raiders erneut ins Finale einziehen, unterlagen jedoch dem deutschen Vertreter Schwäbisch Hall Unicorns vor eigenem Publikum mit 16:22.

### European League of Football (ab 2022)
Am 25. September 2021 gaben die Raiders Tirol ebenso wie die Vienna Vikings bekannt, zukünftig in der European League of Football anzutreten. Dort treten sie in der Central Conference an. Die zweite Mannschaft spielt in der Austrian Football League.
In der ELF-Saison 2022 qualifizierten sich die Raiders als Zweiter der Central Conference hinter den Vikings für das Play-Off-Halbfinale. Dort unterlag man den Hamburg Sea Devils. Das AFL-Team landete abgeschlagen auf den letzten Platz. Auch in der ELF-Saison 2023 wurden die Raiders Zweiter der Central Conference, verpassten jedoch den Einzug in die Play-offs. Das AFL-Team beendete die Saison auf Platz 7 bei zehn Mannschaften.

## Weitere Mannschaften des Vereins
Neben den Kampfmannschaften in der ELF, der AFL und der Division 3 gibt es bei den Raiders folgende Teams:
- fünf Nachwuchsmannschaften für Super-Micros (6 bis 9 Jahre), Micros (bis 12 Jahre), Minis (bis 14 Jahre), Schüler (bis 16 Jahre) und Junioren (bis 19 Jahre)
- die Cheerleading-Mannschaften Raiderettes und Raiderettes Juniors, die bereits mehrere Meistertitel errungen haben
- ein 2001 gegründetes Flag-Football-Team
- eine Basketballmannschaft startete in der Saison 2018/19 in der Westliga und spielt 2022/23 in der zweiten Basketballbundesliga West[7][8][9]

## Bekannte ehemalige Spieler

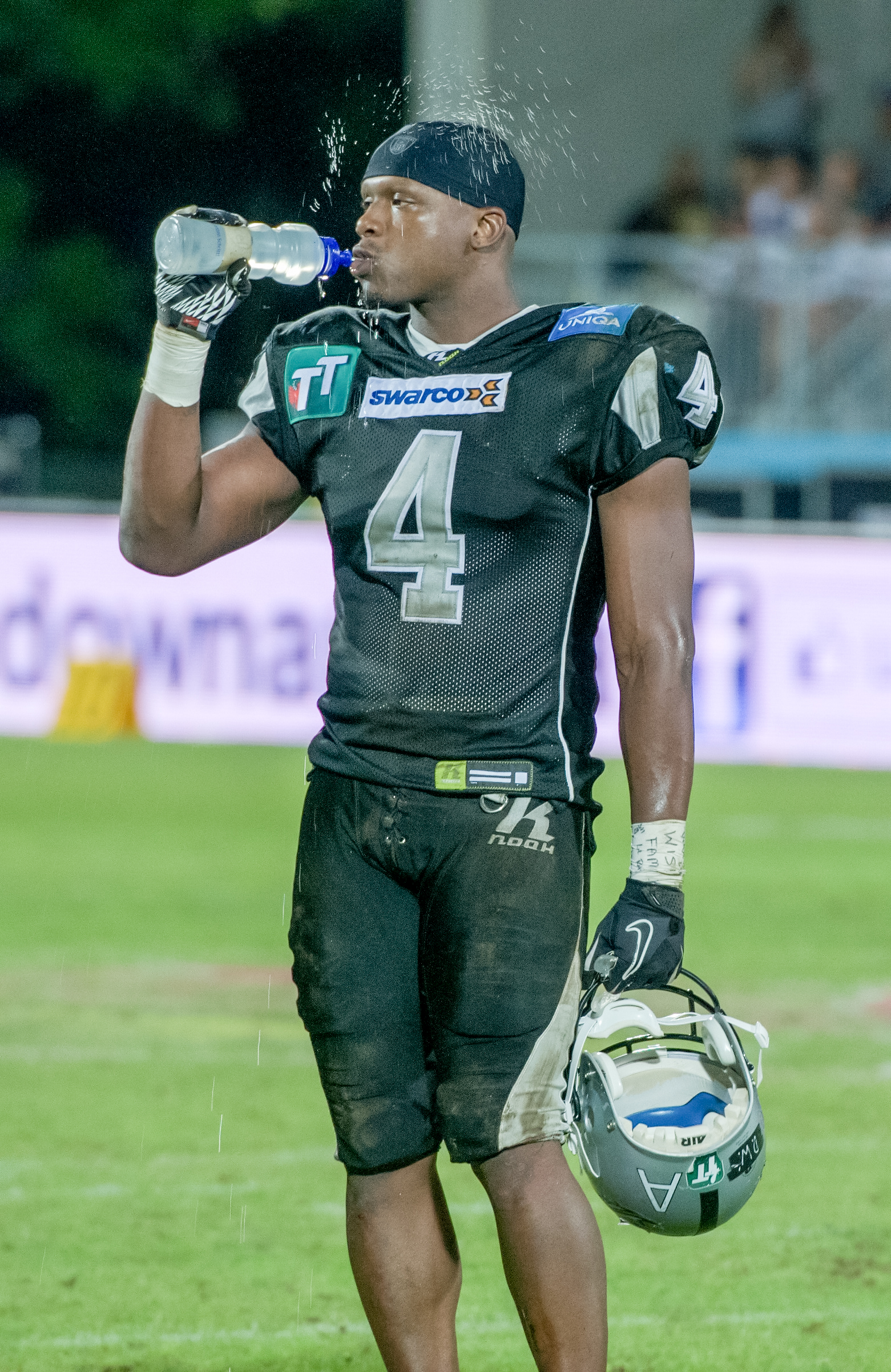
Talib Wise im Trikot der Raiders während der Austrian Bowl XXVIII (2012)

- Florian Grein
- Talib Wise
- Jakob Dieplinger
- Andreas Pröller
- Andreas Hofbauer
- Jason Johnson
- Mario Rinner
- Thomas Pichlmann
- Sean Shelton

## Titel und Erfolge
National
- Austrian Football League:
  - Siege (8): 2004, 2006, 2011, 2015, 2016, 2018, 2019, 2021
  - Vize (9): 2000, 2001, 2005, 2008, 2010, 2012–2014, 2017
- Austrian Football Division Ladies:
  - Siege (1): 2024

International
- Central European Football League:
  - Siege (3): 2017, 2018, 2019
  - Vize (1): 2021

- Eurobowl:
  - Siege (3): 2008, 2009, 2011
  - Vize (2): 2013, 2016

- 1 × Sieger des EFAF Cup: 2004
- 1 × Sieger der Super Final League: 2018
- 1 × Sieger des ECTC: 2019

## Trainer

### Head Coaches
| Name                        | Saisons   | Regular Season | Regular Season | Regular Season | Regular Season | Play-offs | Play-offs | Play-offs |
| Name                        | Saisons   | Spiele         | S              | N              | Gewonnen%      | Spiele    | S         | N         |
| --------------------------- | --------- | -------------- | -------------- | -------------- | -------------- | --------- | --------- | --------- |
| AFL Division 1/2            |           |                |                |                |                |           |           |           |
| ?                           | 1992–1997 |                |                |                |                |           |           |           |
| Austrian Football League    |           |                |                |                |                |           |           |           |
| Quinton Roland              | 1998–2001 |                |                |                |                |           |           |           |
| Carlos Barocio              | 2002–2003 |                |                |                |                |           |           |           |
| Geoff Buffum                | 2004–2008 | 34             | 24             | 10             | 0,706          | 7         | 5         | 2         |
| Santos Carrillo             | 2009–2010 | 14             | 10             | 4              | 0,694          | 3         | 1         | 2         |
| Shuan Fatah                 | 2011–2019 | 82             | 69             | 13             | 0,841          | 18        | 14        | 4         |
| Kevin Herron                | 2020–2021 | 8              | 5              | 3              | 0,625          | 2         | 2         | 0         |
| Florian Grein               | 2022–2023 | 20             | 3              | 17             | 0,150          | 0         | 0         | 0         |
| Dominik Bauer               | 2024–     | 10             | 4              | 6              | 0,400          | 0         | 0         | 0         |
| European League of Football |           |                |                |                |                |           |           |           |
| Kevin Herron                | 2022–2023 | 24             | 16             | 8              | 0,667          | 1         | 0         | 1         |
| Jim Herrmann                | 2024–     | 12             | 8              | 4              | 0,667          | 0         | 0         | 0         |

## Sponsoren und Partner
Der Verein der Raiders Tirol wird von insgesamt 37 Unternehmen gesponsert. Darunter sind die Swarco AG, die als Namenssponsor fungiert, Raiffeisen, die Tiroler Tageszeitung, Coca Cola, der Flughafen Innsbruck und die OlympiaWorld Innsbruck. Des Weiteren arbeitet der Verein mit 28 Partnern zusammen, darunter die Stadt Innsbruck, das Bundesland Tirol, das Österreichische Rote Kreuz, der Fernsehsender Puls 4 sowie die Sportsendung ORF Sport.